# Lost Highway (Label)
Lost Highway ist ein Unterlabel von Universal Musics Holding Nashville mit Schwerpunkt Alternative Country und Rootsrock. Die Produkte werden über Island Def Jam Records vertrieben.

## Geschichte
Das Label wurde im Jahr 2000 durch Luke Lewis gegründet und veröffentlichte als erstes den Soundtrack zu O Brother, Where Art Thou?, der von T-Bone Burnett produziert wurde. Dieser konnte sich bei den Grammy Awards 2002 als bestes Album durchsetzen. Seit Gründung wurden mehr als 50 Alben verschiedener Country- und Rootsrock-Musiker veröffentlicht. 2007 veröffentlichten die Country-Stars Merle Haggard, George Jones und Ray Price ein gemeinsames Album bei Lost Highway.
Zudem sind Alternative-Country-Musiker wie Lucinda Williams, Lyle Lovett und Elvis Costello bei dem Label unter Vertrag. Neben Veröffentlichungen aktueller Sänger bringt das Label auch Zusammenstellungen bekannter früherer Country-Musiker wie Conway Twitty, Patsy Cline und Hank Williams heraus.

## Weitere Künstler (Auswahl)
- Ryan Adams
- Robert Earl Keen
- Whiskeytown
- Johnny Cash
- The Jayhawks
- Willie Nelson
- Hayes Carll

## Weitere Informationen